# Swiss Sailing
Swiss Sailing ist der schweizerische Fachverband für den Segelsport auf Yachten, Jollen, Mehrrumpfbooten, Windsurfer, Kite-Sailing und ferngesteuerten Modellyachten.
Ziel und Zweck des Fachverbandes ist die Förderung und Unterstützung des schweizerischen Segelsports in allen seinen Formen. Swiss Sailing fokussiert als Zielgruppe auf den Breiten- und den Leistungssport. Für den Breitensport sowie den nicht-olympischen Leistungssport zuständig ist die Geschäftsstelle in Ittigen bei Bern, gemeinsam mit der Geschäftsleitung des Verbandes. Der olympische Leistungssport hingegen ist seit 2005 an die Swiss Sailing Team AG mit Sitz in Dietikon, Zürich, ausgegliedert.
Auf nationaler Ebene ist Swiss Sailing einer der rund 90 nationalen olympischen und nichtolympischen Sportverbände unter dem Dach von Swiss Olympic, dem nationalen olympischen Verband. Auf internationaler Ebene ist Swiss Sailing Mitglied von World Sailing (ehemals ISAF). World Sailing ist die internationale Dachorganisation für den Segelsport und damit zuständig für die Promotion des Segelsports auf internationaler Ebene.

## Leistungssport
Swiss Sailing hat das Ressort „Leistungssport“ 2006 inklusive aller Aufgaben und Pflichten an die Swiss Sailing Team AG, kurz SST, ausgegliedert. Primäre Aufgabe von SST ist es, den olympischen Segelsport und den Nachwuchs in den von Swiss Sailing definierten Juniorenklassen zu organisieren und zu fördern.
Der Hauptauftrag von SST ist es, professionelle Strukturen zu schaffen, damit Schweizer Seglerinnen und Segler an Olympischen Spielen und Kontinentalmeisterschaften regelmässig Medaillen gewinnen können. SST schafft die dazu erforderlichen Rahmenbedingungen, damit alle geförderten Athleten ihre persönliche Bestleistung entwickeln und auf den Punkt abrufen können. Die Unterstützung besteht aus einem abgestuften Elite- und Nachwuchsförderkonzept auf Basis abgestimmter Zielsetzungen und bestehender Ressourcen.

## Breitensport
Swiss Sailing ist es ein Anliegen, dass der Zugang zum Segel-, Windsurf- und Kitesurfsport allen offensteht, ob Freizeit- oder Profisegler resp. Surfer oder Regattasegler. Basis für den Breitensport und die Grundausbildung der Segeljugend bilden die Juniorenabteilungen der Clubs, Trainingsangebote einzelner Bootsklassen und die Leiterausbildung in den Sportfächern Segeln und Windsurfen von Jugend & Sport (J&S) sowie von Erwachsenensport Schweiz (esa). Swiss Sailing unterstützt den Breitensport und die Nachwuchsarbeit in den Regionen materiell, finanziell und mit Beratung. Die Clubs sollen mit regelmässigen Juniorentrainings und Regatten den Einstieg in den Segelsport attraktiv gestalten und damit eine breite Basis zur Zukunftssicherung schaffen, ganz nach dem Grundsatz „Ohne Breitensport kein Leistungssport“.
Die Förderung des Segel-, Windsurf- und Kitesurfsport sowohl im Breiten- wie im Leistungssportbereich ist in Art. 4 der Verbandstatuten von Swiss Sailing verankert. Dieser besagt, dass Swiss Sailing die Förderung und Unterstützung des schweizerischen Segelsports in all seinen Facetten bezweckt. Zum Erreichen dieses Ziels kann Swiss Sailing mit juristischen Personen resp. Organisationen, welche den Segelsport ebenfalls fördern, strategische Partnerschaften eingehen. Eine dieser Partnerschaften betrifft die gemeinnützige, nicht gewinnorientierte Boatsharing-Organisation Sailbox, welche seinen Mitgliedern die gemeinsame Nutzung von über 30 typengleichen Yachten des Typs mOcean auf zwölf Schweizer Seen ermöglicht.

## Regionalverbände
Swiss Sailing ist in folgende geographische Regionen gegliedert:
1. Lac Léman et Lac de Joux[4]
2. Juraseen[5]
3. Thuner- und Brienzersee[6]
4. Zentralschweiz[7]
5. Zürcherische Seen, Obersee und Sihlsee[8]
6. Bodensee und Rhein[9]
7. Walensee und Graubünden
8. Ticino[10]
9. Küstengewässer und Hochsee[11]

Die Clubs einer geographischen Region sind in einem Regionalverband von Swiss Sailing zusammengeschlossen.

## Clubs und Klassen
Mitglieder von Swiss Sailing sind einerseits Schweizer Segel- und Yachtclubs, andererseits anerkannte Klassen von Booten und Surfbrettern. Rund 140 Clubs sind dem Fachverband für den Segelsport in der Schweiz angeschlossen, aufgeteilt in neun Regionen.
Zurzeit sind es etwas über 40 Klassen, die dem Fachverband für den Segelsport in der Schweiz angeschlossen sind.